# 伊藤奈穂子
伊藤 奈穂子（いとう なおこ、1971年1月4日 - ）は、関東地方を拠点に活動していた日本のフリーアナウンサー。

## 来歴
新潟県新潟市出身。新潟大学教育学部附属新潟中学校、新潟明訓高等学校、県立新潟女子短期大学英文科卒業。
短大を卒業後、1991年にテレビ新潟に入社。同局のアナウンサーとなり、1995年7月まで在籍した。
その後は上京。テレビ新潟の系列キー局である日本テレビの子会社に籍を置き、フリーアナウンサーとしての活動を開始した。
結婚後も活動を続けていたが、2010年に出産を控えて産休を取得。それに際し、『ズームイン!!サタデー』同年7月3日放送分のエンディングで視聴者にその旨の報告と挨拶をした。同年9月18日に女児を出産。

## 人物
バドミントンが得意。東京運動記者クラブが毎年行うバドミントン交流大会では毎回上位に入り、2008年には優勝もしている。バドミントンのほか、スポーツ観戦、キャベツの千切り、鍋の灰汁取り、宛名書き、飲酒なども趣味に挙げている。
本人曰く、身長は「結構大きい」、体重は「ちょっと重い」。

## 担当番組
- ズームイン!!サタデー（日本テレビ）[1]
- ズームイン!!SUPER（日本テレビ）[1]
- ふぁん☆タメ（YBSラジオ） - 月曜・火曜担当[4]（2008年5月19日から）